# Graduale

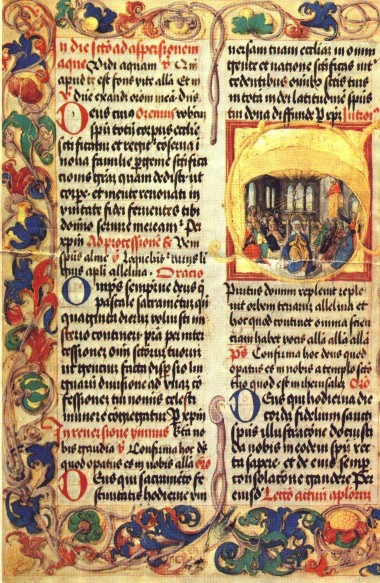
Illuminerad gradual, utförd åt Johan I Albrekt.

Graduale (av latin: gradus, trappa) är ett responsoriskt körparti i den romerska riten för katolska mässan, som följer efter läsningen av episteln och åtföljs av läsningen av evangelietexten. Den består i regel av avsnitt ur Bibeln, företrädesvis Psaltaren; texten varierar under kyrkoåret. Graduale betecknar även boken de liturgiskt godkända gradualerna finns i, Graduale Romanum.
Det är den äldsta delen av mässan, och kallades först responsum graduale, sedermera Cantus Responsorius, och av Isidor av Sevilla för Responsorium. Detta namn användes också för delar av tidegärden, varför mässans psalmsång började kallas graduale efter platsen den framfördes på; försångaren brukade den här tiden stå på trappan (gradus) till kyrkans ambo. När ambon försvann ur kyrkorummet fortsatte gradualen att framföras på en högre plats i kyrkobyggnaden. Namnet Responsorium användes dock fortsättningsvis under medeltiden.
Gradualen är ett av körpartierna i den katolska mässan, och består av olika text beroende på vilken dag på kyrkoåret det är. De övriga körpartierna är introitus, offertorium och communionen. Den utgörs av två delar: psalmus responsorius vilket är den ursprungliga gradualen, och versus alleluiaticus. Under fastan och vid andra sorgetillfällen är versus alleluiaticus utbytt mot en tractus. Texten till gradualen kommer nästan utan undantag från Psaltaren, men vid ett par tillfällen från icke-bibliska källor. Ursprungligen sjöngs hela psalmer, men sedermera endast brottstycken ur Psaltarens texter. Gradualen är det enda körparti under mässans proprium som inte utgör en del av, eller ackompanjerar, en liturgisk handling.
Gradualen har motsvarigheter i andra riter i katolska kyrkan samt i andra samfund, i det att delar av Psaltaren sjungs under mässan före evangelieläsningen.
Gradualerna återfanns före Tridentinska mötet tillsammans med Cantatorium för mässan, Responsiale och Antiphonarium i den romerska Antiphonarium. Påve Gregorius XIII gav Palestrina och Annibale Zoilo i uppdrag att revidera melodierna i Gradualen. Arbetet lämnades ofullbordat, och slutfördes 1614 av de båda kompositörernas lärjungar Francesco Soriano och Felice Anerio. Gradualen från 1614, kallad Medicæa eftersom den bekostades av Medici, fortsatte att användas till 1908. En del katolska klosterordnar har av tradition egna gradualsamlingar.